# Oberspielleiter
Ein Oberspielleiter, auch Schauspieldirektor genannt, trägt die künstlerische Verantwortung für eine jeweilige Sparte eines Theaters.

## Details
Ein Oberspielleiter steht hierarchisch gesehen über den projektweise oder langfristig engagierten Regisseuren und unter dem Intendanten. An großen Schauspielhäusern, Theatern oder Opernhäusern im deutschsprachigen Raum gibt es oft einen Oberspielleiter. Es gehört zu den allgemeinen Aufgaben des Oberspielleiters, für den Betrieb der jeweiligen Sparte des Theaters die szenische Verantwortung zu tragen. Das Aufgabengebiet erstreckt sich jedoch sowohl von der Beaufsichtigung laufender Proben und des laufenden Spielbetriebs über die Anleitung der Abendspielleiter bis zur eigenständigen Regieführung für die hauseigenen Produktionen für die jeweilige Sparte Schauspiel oder Musiktheater.
An vielen Institutionen fungiert der Oberspielleiter in künstlerischer, operativer Funktion als Hausregisseur mit einer gewissen Anzahl regelmäßiger Inszenierungen pro Spielzeit. An Opernhäusern und Theatern mit Musiktheatersparte ist der Oberspielleiter jedoch dem Generalmusikdirektor untergeordnet, der die musikalische Gesamtverantwortung der Institution trägt. Opernhäuser und größere Theater mit Musiktheatersparte haben jedoch in einigen Fällen auch Operndirektoren, denen ein Oberspielleiter ebenfalls unterstellt wäre.
Die Verantwortlichkeiten eines Oberspielleiters variieren von Institution zu Institution. Im Schauspielbereich haben sie die künstlerische, zu der auch die Regieführung gehört, als auch die personelle Leitung des Ensembles inne. Im musikalischen Bereich obliegt dem Oberspielleiter allein der szenische Teil des Musiktheaters, da die personelle Leitung gewöhnlich dem Generalmusikdirektor, eventuell auch der Operndirektion, untersteht.